# Pleuronectinae
Sous-famille
Les Pleuronectinae sont une sous-famille de poissons plats de la famille des Pleuronectidae.
Comme tous les poissons de la famille des Pleuronectidae, les poissons de la sous-famille des Pleuronectinae possèdent un corps aplati asymétrique et leurs yeux sont sur un même côté du corps.
Les Pleuronectinae font partie des espèces qui produisent des protéines d'adaptation au froid, qui intéresseront notamment les "inventeurs" de poissons transgéniques.

## Liste des tribus et genres
Selon ITIS (24 mars 2018) :
- tribu Isopsettini Cooper, 1996
  - genre Isopsetta Lockington in Jordan et Gilbert, 1883
- tribu Microstomini Cooper, 1996
  - genre Dexistes Jordan et Starks, 1904
  - genre Embassichthys Jordan & Evermann, 1896
  - genre Glyptocephalus Gottsche, 1835
  - genre Hypsopsetta Gill, 1862
  - genre Lepidopsetta Gill, 1862
  - genre Microstomus Gottsche, 1835
  - genre Pleuronichthys Girard, 1854
  - genre Tanakius Hubbs, 1918
- tribu Pleuronectini
  - genre Kareius Jordan & Snyder, 1900
  - genre Limanda Gottsche, 1835
  - genre Liopsetta Gill, 1864
  - genre Parophrys Günther, 1854
  - genre Platichthys Girard, 1854
  - genre Pleuronectes Linnaeus, 1758
  - genre Pseudopleuronectes Bleeker, 1862
- tribu Psettichthyini Cooper, 1996
  - genre Psettichthys Girard, 1854